# Troschelia
Troschelia là một chi ốc biển, là động vật thân mềm chân bụng sống ở biển trong họ Buccinidae.

## Các loài
Các loài trong chi Troschelia gồm có:
- Troschelia berniciensis (King, 1846)[2]